# Malý Hričkov
Malý Hričkov – dolina w Wielkiej Fatrze na Słowacji. Jest orograficznie prawym odgałęzieniem Doliny Rewuckiej (Revúcka dolina). Ma wylot na wysokości około 670 m w dolnej części miejscowości Liptovské Revúce. Jest to niewielka dolinka wcinająca się w północne stoki szczytu Končitá (1248 m).
Dnem dolinki spływa niewielki potok. Lewe zbocza są bezleśne. Dawniej znajdowały się na nich wyciągi narciarskie i trasy zjazdowe, obecnie wyciągi te przeniesione zostały do sąsiedniej na zachód i większej doliny Veľký Hričkov. Zbocza lewe porasta las. W ich górnej części znajduje się Jaskyňa Hričkov.